# Project Stargate
Das Project Stargate war ein Programm der US-Regierung, paranormale und übersinnliche Fähigkeiten für militärische und geheimdienstliche Zwecke zu nutzen. Eine geheime Einheit der US-Armee wurde 1978 in Fort Meade, Maryland, von der Defense Intelligence Agency (DIA) und SRI International gegründet, um das Potenzial übersinnlicher Phänomene für militärische und inländische Geheimdienstanwendungen zu untersuchen. Das Projekt und seine Vorläufer und Schwesterprojekte trugen ursprünglich verschiedene Codenamen darunter Gondola Wish, Stargate, Grill Flame, Center Lane, Project CF, Sun Streak, Scanate – bis sie 1991 zusammengefasst und in Stargate Project umbenannt wurden. Nach einer Evaluierung im Jahre 1995, welche die Einstellung des Programms aufgrund von mangelndem geheimdienstlichen Nutzen empfahl, wurde das Projekt beendet.
Die Arbeit des Stargate-Projekts befasste sich in erster Linie mit Fernwahrnehmung („Remote Viewing“), der angeblichen Fähigkeit, Ereignisse, Orte oder Informationen aus großer Entfernung zu „sehen“. Bei den Experimenten versuchten Personen, Informationen über einen entfernten Ort zu erlangen, dort vermisste Personen zu bestimmen oder Objekte an einem Zielort zu beschreiben. Das Projekt wurde bis 1987 von Frederick Holmes „Skip“ Atwater geleitet, einem Adjutanten von Generalmajor Albert Stubblebine. Die Einheit war klein, umfasste etwa 15 bis 20 Personen und wurde in einer „alten, undichten Holzbaracke“ betrieben. Knapp 20 Millionen US-Dollar wurden in knapp zwei Dekaden in das Projekt investiert. Das Projekt war vorwiegend experimenteller Natur und keine der Ergebnisse von Remote Viewing sollen für konkrete militärische oder geheimdienstliche Zwecke eingesetzt worden sein. Laut der Aussage des ehemaligen US-Präsidenten Jimmy Carter soll die CIA jedoch während seiner Präsidentschaft erfolgreich ein im afrikanischen Dschungel abgestürztes Flugzeug per Fernwahrnehmung lokalisiert haben, was auf einige Einsätze hindeutet.
Im Januar 2017 veröffentlichte die CIA Aufzeichnungen über das Stargate-Projekt als Teil des CREST-Archivs.

## Hintergrund
Die Erforschung angeblicher paranormaler Fähigkeiten durch das US-Militär lässt sich mindestens bis auf die 1940er Jahre zurückverfolgen. Ende der 1960er glaubten nachrichtendienstliche Quellen, dass die Sowjetunion jährlich 60 Millionen Rubel für „psychotronische“ Forschung ausgab. Als Reaktion auf Gerüchte, das sowjetische Programm habe Durchbrüche erzielt, leitete die CIA im selben Jahr die Finanzierung eines neuen Programms mit der Bezeichnung SCANATE („scan by coordinate“) ein.
Die CIA und die DIA beschlossen, dass sie die Sache untersuchen sollten. Verschiedene Programme wurden jedes Jahr genehmigt und entsprechend neu finanziert. Auf der Ebene der Sonderausschüsse von Senat und Repräsentantenhaus wurden halbjährlich Überprüfungen vorgenommen. Die Arbeitsergebnisse wurden überprüft, und es wurden Versuche zur Fernbeobachtung unternommen, wobei die Ergebnisse vor dem „Beobachter“ geheim gehalten wurden. Man ging davon aus, dass es dem Vertrauen und den Fähigkeiten des Betrachters schaden würde, wenn man ihm zeigen würde, dass er sich geirrt hatte. Dies war über die Jahre hinweg die Standardprozedur bei militärischen und nationalen Remote-Viewing-Programmen. Rückmeldungen jeglicher Art an den Fernbetrachter waren selten; sie wurden geheim gehalten.
Beim Remote Viewing wird versucht, unbekannte Informationen über Orte oder Ereignisse wahrzunehmen. Normalerweise werden damit aktuelle Ereignisse erfasst, aber bei militärischen und inländischen Geheimdienstanwendungen behaupteten einige der Betrachter, Dinge in der Zukunft zu sehen, also Präkognition zu erleben.

## Geschichte
Die Forschungen zum Remote Viewing begannen 1972 am Stanford Research Institute (SRI) in Menlo Park, Kalifornien, Die Befürworter wie Russell Targ und Harold Puthoff gaben an, dass die von den Klienten geforderte Mindestgenauigkeit von 65 % bei den späteren Experimenten oft überschritten wurde. Zu den getesteten Personen gehörte auch der israelische Bühnenmagier Uri Geller, der später eine internationale Berühmtheit werden sollte. Ihre Ergebnisse erweckten das Interesse des US-Verteidigungsministeriums. Ray Hyman, Professor für Psychologie an der Universität von Oregon und ein Mitglied der Skeptikerbewegung, wurde von dem Air Force-Psychologen Oberstleutnant Austin W. Kibler (1930–2008) – damals Direktor für Verhaltensforschung bei der ARPA – gebeten, Nachforschungen anzustellen. Er sollte speziell Geller bewerten. Hymans Bericht an die Regierung lautete, dass Geller ein „kompletter Betrüger“ sei, und infolgedessen verloren Targ und Puthoff ihren Regierungsauftrag, weiter mit ihm zu arbeiten. Daraufhin bemühten sich Geller, Targ und Puthoff, private Mittel für weitere Forschungsarbeiten über Geller zu erhalten.
Einer der Erfolge des Projekts war die Ortung eines verschollenen sowjetischen Spionageflugzeugs im Jahr 1976 durch Rosemary Smith, eine junge Verwaltungsassistentin, die von Projektleiter Dale Graff eingestellt worden war.
1977 startete der stellvertretende Stabschef des Heeres für Nachrichtendienste (ACSI), das Systems Exploitation Detachment (SED), das Programm Gondola Wish, um „potenzielle gegnerische Anwendungen von Remote Viewing zu evaluieren“, das dann Mitte 1978 als operatives Programm Grill Flame formalisiert wurde, das in Fort Meade, Maryland, angesiedelt war.
1991 wurde der größte Teil der Aufträge für das Programm vom SRI an die Science Applications International Corporation (SAIC), einem Privatunternehmen, übertragen. Die Sicherheitsstufe des Projekts wurde vermindert und es erhielt den finalen Namen Stargate.

### Ende des Projekts
1995 wurde das Projekt der CIA übertragen, und es wurde eine rückblickende Bewertung der Ergebnisse vorgenommen. Das eingesetzte Gremium bestand hauptsächlich aus der Statistikerin Jessica Utts und Ray Hyman. Hyman hatte zwei Jahrzehnte zuvor einen wenig schmeichelhaften Bericht über Uri Geller und das SRI für die Regierung erstellt.
Das Stargate-Projekt wurde 1995 nach einer unabhängigen Überprüfung eingestellt. Der Abschlussbericht kam zu dem Schluss:
Auch wenn im Labor ein statistisch signifikanter Effekt beobachtet wurde, bleibt unklar, ob die Existenz eines paranormalen Phänomens, des Remote Viewing, nachgewiesen wurde. Die Laborstudien liefern keine Beweise für den Ursprung oder die Natur des Phänomens, sofern es überhaupt existiert, und gehen auch nicht auf wichtige methodische Fragen ein.
Selbst wenn eindeutig nachgewiesen werden könnte, dass ein paranormales Phänomen unter den im Laborparadigma herrschenden Bedingungen auftritt, sind diese Bedingungen für nachrichtendienstliche Ermittlungen nur begrenzt anwendbar und nützlich. So sind beispielsweise die Ziele der Fernbeobachtung sehr unterschiedlich, ebenso wie die spezifischen Aufgaben, die von den Fernbeobachtern verlangt werden. Vor allem aber sind die Informationen, die durch Fernbeobachtung gewonnen werden, vage und mehrdeutig, so dass es schwierig, wenn nicht gar unmöglich ist, mit dieser Technik Informationen von ausreichender Qualität und Genauigkeit für verwertbare Erkenntnisse zu gewinnen. Wir kommen daher zu dem Schluss, dass der weitere Einsatz der Fernbeobachtung bei nachrichtendienstlichen Maßnahmen nicht gerechtfertigt ist.
Infolge beendete die CIA das 20-Millionen-Dollar-Projekt mit der Begründung, es gebe keine dokumentierten Beweise dafür, dass das Programm für die Geheimdienste von Nutzen sei. Das Time Magazine stellte 1995 fest, dass in Fort Meade, noch immer drei vollzeitbeschäftigte Hellseher mit einem Jahresbudget von 500.000 Dollar für das Programm arbeiteten, welches bald darauf beendet werden sollte.

## Methodologie
Im Rahmen des Stargate-Projekts wurde eine Reihe von Protokollen entwickelt, um die Erforschung des Hellsehens und außerkörperlicher Erfahrungen wissenschaftlicher zu gestalten und Ungenauigkeiten so weit wie möglich zu minimieren. Der Begriff „Remote Viewing“ hat sich als Kurzformel für diese strukturiertere Herangehensweise an das Hellsehen durchgesetzt. Projekt Stargate wurde erst dann genutzt, wenn alle anderen nachrichtendienstlichen Versuche, Methoden oder Ansätze bereits ausgeschöpft waren. So soll während der Geiselnahme von Teheran 1979 auf Remote Viewing zurückgegriffen worden sein. Derartige Methoden sollen auch sowjetische Waffen und Technologien aufgespürt, z. B. ein Atom-U-Boot im Jahr 1979, und geholfen haben, verlorene SCUD-Raketen im ersten Golfkrieg und Plutonium in Nordkorea im Jahr 1994 zu finden.
Eine Reihe von Experimenten zu Remote Viewing und anderen Phänomenen wurden im Rahmen des Projekts durchgeführt. Die Ergebnisse waren umstritten. Der Skeptiker Joe Nickell kam zu einem negativen Schluss. Die Statistikerin Jessica Utts sah die Ergebnisse dagegen als Beweis für paranormale Phänomene an. Utts hatte zuvor Arbeiten mit dem Parapsychologen Edwin May veröffentlicht, der in leitender Funktion im Stargate Projekt war. Ray Hyman, Mitbegründer des Committee for Skeptical Inquiry, stellte Ergebnisse mit statistischer Signifikanz fest, sah Beweise für Remote Viewing und andere Phänomene allerdings nicht als gegeben an und verwies auf mögliche methodologische Mängel.
David Marks hat in seinem Buch The Psychology of the Psychic (2000) die Mängel des Stargate-Projekts ausführlich erörtert. Marks schreibt, dass die Experimente sechs Schwächen aufwiesen. Die Möglichkeit eines Hinweises oder eines sensorischen Durchsickerns wurde nicht ausgeschlossen, es gab keine unabhängige Replikation, einige Experimente wurden im Geheimen durchgeführt, was eine Peer-Review unmöglich machte. Marks wies darauf hin, dass der Prüfer Edwin May auch der leitende Forscher des Projekts war, was problematisch sei, da es einen enormen Interessenkonflikt gebe und Absprachen, Ablenkungen und Betrug möglich seien.

## Beteiligte Personen
In den 1970er Jahren gewährten CIA und DIA Harold E. Puthoff Mittel zur Erforschung paranormaler Fähigkeiten. Er arbeitete zusammen mit Russell Targ an einer Studie über die angeblichen übersinnlichen Fähigkeiten von Uri Geller, Ingo Swann, Pat Price, Joseph McMoneagle und anderen im Rahmen des Stargate-Projekts, dessen Direktor Puthoff wurde. McMoneagle schrieb später in Büchern über seine Tätigkeit als „Remote Viewer“ für die US-Regierung. Der dekorierte Armeeoffizier David Morehouse behauptet, an Hunderten von Remote-Viewing-Aufträgen gearbeitet zu haben, von der Suche nach einem sowjetischen Jet, der mit einer Atombombe an Bord im Dschungel abgestürzt war, bis zum Aufspüren mutmaßlicher Doppelagenten.
Es wurde berichtet, dass zu Spitzenzeiten mehr als 22 aktive militärische und zivile Remote Viewer Daten lieferten. Die Mitarbeiter, die das Projekt verließen, wurden nicht ersetzt. Als das Projekt 1995 geschlossen wurde, war die Zahl der Mitarbeiter auf drei geschrumpft, einer davon arbeitete mit Tarotkarten.
Generalmajor Albert Stubblebine, ein wichtiger Förderer der internen Forschung in Fort Meade, war von der Realität einer Vielzahl von übersinnlichen Phänomenen überzeugt. Er verlangte, dass alle seine Bataillonskommandeure das Verbiegen von Löffeln à la Uri Geller lernten, und er selbst versuchte mehrere übersinnliche Kunststücke, wobei er sogar versuchte, durch Wände zu gehen. In den frühen 1980er Jahren war er für das United States Army Intelligence and Security Command (INSCOM) verantwortlich, und in dieser Zeit begann das Remote-Viewing-Projekt in der US-Armee. Sein Nachfolger als INSCOM-Befehlshaber war Generalmajor Harry Soyster, der den Ruf eines wesentlich konservativeren und konventionelleren Geheimdienstoffiziers hatte. Soyster war nicht bereit, paranormale Experimente fortzusetzen, und die Beteiligung der Armee am Projekt Stargate endete während seiner Amtszeit.

## Rezeption
Das Buch The Men Who Stare at Goats aus dem Jahre 2004 beschäftigt sich mit dem Programm. Unter dem Titel Durch die Wand: Die US-Armee, absurde Experimente und der Krieg gegen den Terror wurde das Buch 2008 ins Deutsche übersetzt. Als Satire Männer, die auf Ziegen starren wurde das Buch 2009 verfilmt, auch wenn auf das reale Projekt im Film nicht namentlich bezug genommen wird.